# Blitzröhre
Die Blitzröhre ist eine Gasentladungslampe, in der die Gasentladung nicht kontinuierlich, sondern in Form kurzer Impulse abläuft. Während eines solchen Impulses wird ein zuvor aufgeladener Energiespeicher (Kondensator) in sehr kurzer Zeit durch die Blitzröhre entladen.

## Aufbau und Funktion

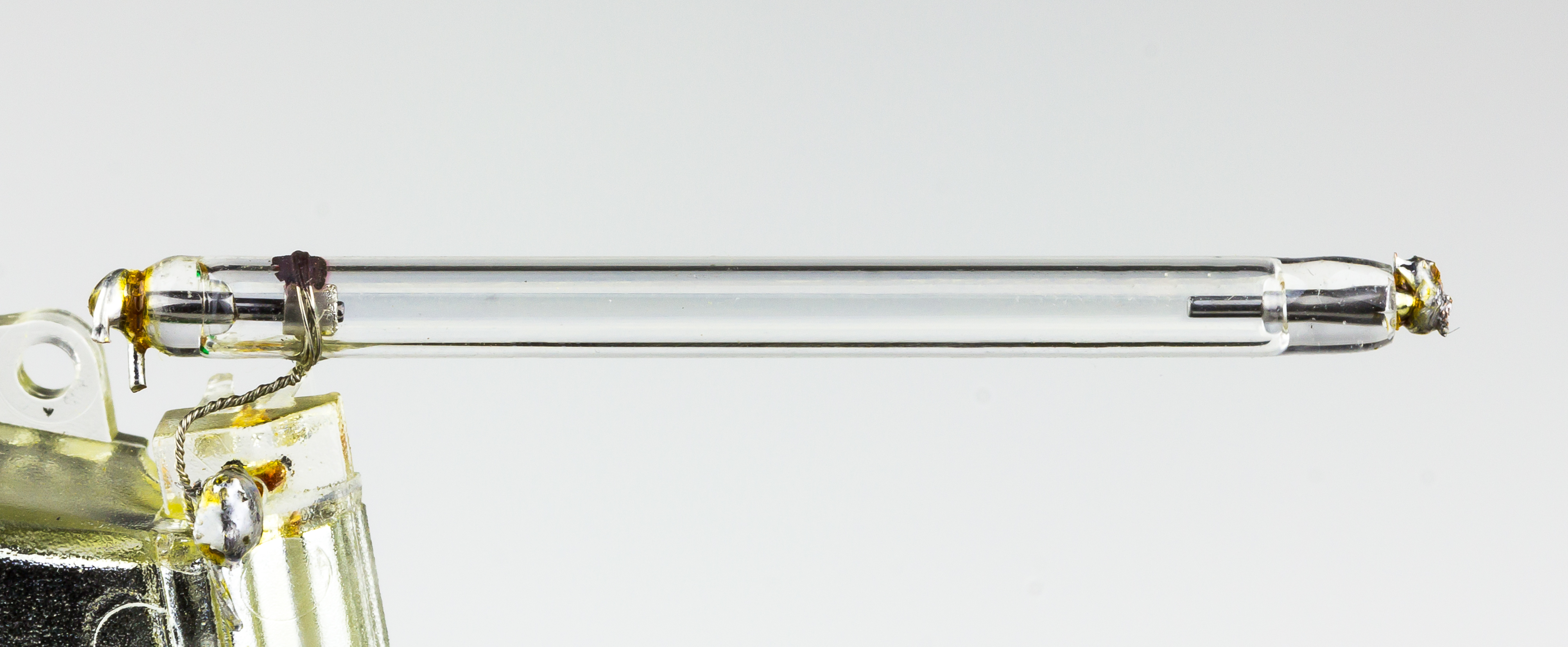
Xenon-Blitzröhre eines Fotoblitzgerätes, Länge ca. 50 mm

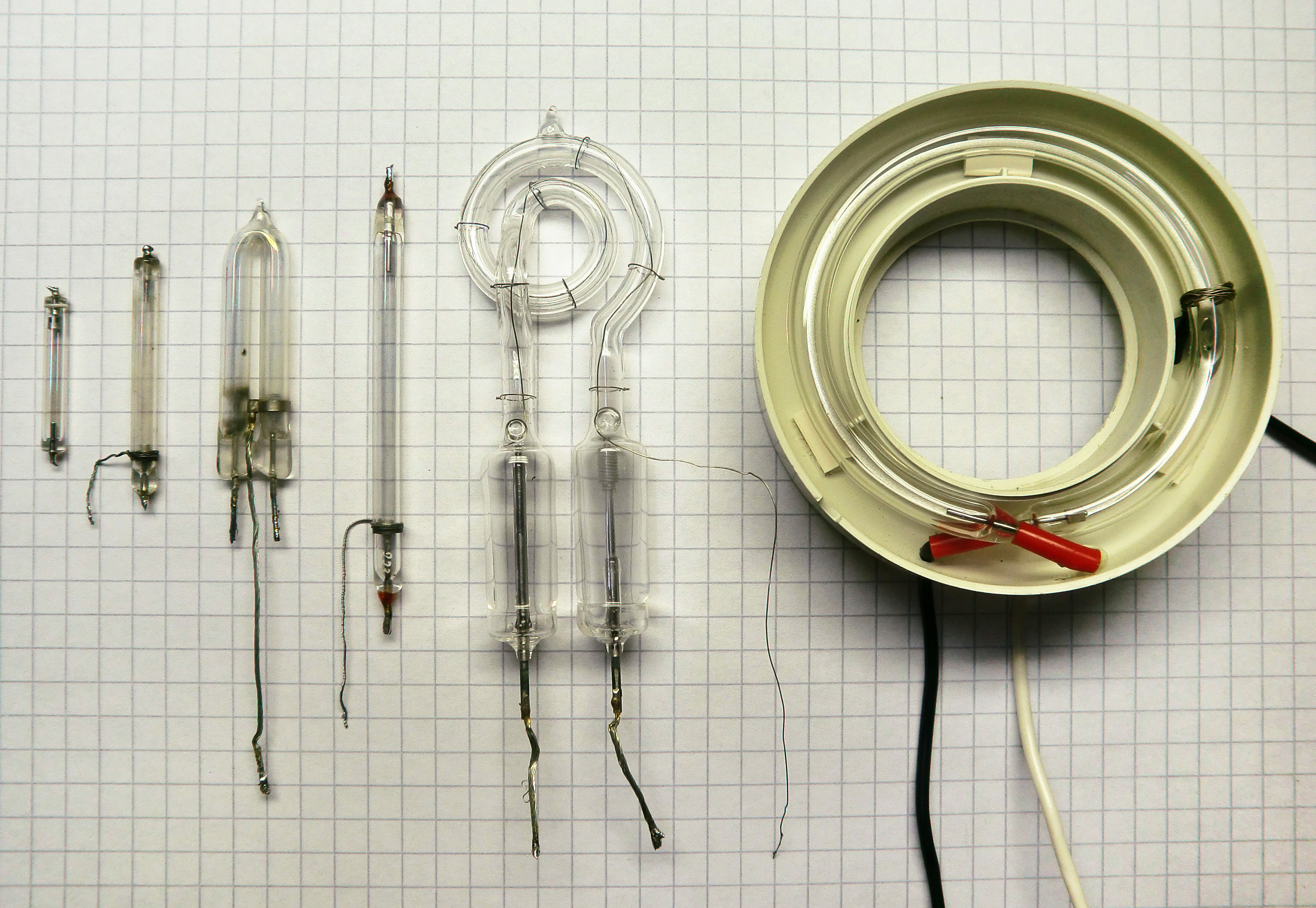
Verschiedene Bauformen von Blitzröhren. Bildmitte: Stroboskopblitzröhre mit Gasreservoir, rechts: Ringblitzröhre für Makrofotografie

Eine Blitzröhre besteht aus einem Glaskolben, der mit dem Edelgas Xenon oder (besonders bei Laser-Pumplampen) mit Krypton gefüllt ist und in den zwei Elektroden eingeschmolzen sind. In ihm findet bei Anlegen einer genügend hohen Spannung eine Gasentladung bzw. Ausbildung eines Funkens statt, die als heller Lichtblitz sichtbar wird. Die notwendige elektrische Energie wird durch einen Kondensator bereitgestellt, der bei batteriegespeisten Blitzgeräten (Fotoblitz) beispielsweise durch einen Sperrwandler auf etwa 400 V aufgeladen wird.
Durch Stoßionisation steigt der Entladestrom nach der Zündung innerhalb ca. 0,1 ms auf Werte von einigen 100 A an und der Speicherkondensator entlädt sich. Es treten kurzzeitig enorme Leistungen im Bereich einiger bis über 100 kW auf. Dadurch steigen Temperatur und Druck in der Lampe an und das Spektrum verbessert sich aufgrund der Linienverbreiterung hin zu tageslichtähnlicher Qualität.
Die Blitzenergie kann bei Fotoblitzgeräten über das Kurzschließen der Entladung, insbesondere aber über die Abschaltung des Entladestromes gesteuert werden. Beide Verfahren gestatten das Abschalten des Blitzes nach der Abgabe einer bestimmten Lichtmenge.

## Anwendung
Blitzröhren werden in Lichtblitzgeräten eingesetzt, wie Stroboskopen und Blitzlichtern im Bereich der Fotografie, wobei die Xenon-Blitzröhren die früher üblichen Magnesium-Blitzlampen praktisch völlig ersetzt haben.
Blitzröhren kommen in Signal- bzw. Warnleuchten zum Einsatz, wie z. B. Positionslichtern in der Luftfahrt, zur Befeuerung von Luftfahrthindernissen  oder Lichtsignalgebern an Rettungsmitteln, sowie für Hörbehinderte als Alternative zu akustischen Signalen (Wecker, Klingel). Für Anwendungen, in denen hohe Zuverlässigkeit und lange Lebensdauer gefordert sind, werden Blitzröhren mit Gasreservoir verwendet.
Weiterhin finden Blitzröhren Anwendung als Pumpquellen von gepulsten Festkörperlasern (siehe auch Pulslaser, Nd:YAG-Laser) und zur kurzzeitigen Aufheizung von Oberflächen (Annealing, Rekristallisation bzw. Ausheizen/Ausheilen von Kristalldefekten).
Die größten, bekannten Blitzlampensysteme sind mit 3,8 m langen, einzelnen Lampenröhren ausgestattet (3,72 m Lichtbogenlänge), und können für die Architekturglas-, Display- und Photovoltaikindustrie verwendet werden.
In der Messtechnik und Spektroskopie werden Blitzröhren beim LIDAR (Messung der Wolkenhöhe), in Fluoreszenzspektrometern zur Bestimmung der Fluoreszenzlebensdauer und in gepulsten Sonnensimulatoren zur Aufnahme der Leistungskennlinie von Solarmodulen eingesetzt.
Allgemein können Blitzröhren auch zur Belichtung dienen (Beispiele: Kontaktkopie, manche Kopiergeräte).

## Zündung

Blitz einer Xenonlampe

Um den Zeitpunkt der Entladung zu steuern und eine Zündung bei niedrigen Spannungen zu ermöglichen, wird oft eine Hilfselektrode eingesetzt. Die Hilfselektrode kann als Drahtumwicklung oder als leitfähige Beschichtung auf der Außenseite der Röhre ausgeführt sein und erstreckt sich oft über einen längeren Teil des Entladungsrohrs. Die Hilfselektrode ist mit einer Zündspule verbunden, die einen energiearmen Hochspannungsimpuls (ca. 1 bis 8 kV) erzeugt. Dieser Impuls wirkt kapazitiv durch den Glaskolben hindurch und bewirkt eine teilweise Ionisierung der Gasfüllung, wodurch das Gas leitend wird. Die Zündspule wird mit einer Entladung aus einem kleinen Hilfskondensator mittels eines Kontaktes oder eines Thyristors gespeist.
Weitere Zündvarianten sind:
- bei einer Röhre: in Reihe geschaltete Zündspule, die den hohen Entladestrom tragen kann
- bei zwei in Reihe geschalteten Röhren: Anlegen des Zündimpulses an die Verbindungsstelle beider Röhren

Die spontane Zündspannung zwischen den Hauptelektroden ist abhängig von der Röhren-Länge und liegt bei 0,5 bis 25 kV. Sie begrenzt die Ladespannung des Speicherkondensators.
Die Brennspannung bzw. die Spannung des Speicherkondensators muss stets niedriger als die Spontan-Zündspannung sein und kann bei netzgespeisten Fotoblitzgeräten z. B. mit einer Spannungsverdopplerschaltung (Greinacherschaltung) aus der Netzspannung erzeugt werden:
{\displaystyle {\hat {U}}\approx 2\cdot {\sqrt {2}}\cdot U_{\mathrm {Netz} }=650\,\mathrm {V} }
bei Unetz = 230 V.

## Technische Daten
Charakteristische Größen einer Blitzröhre sind:
- maximale Energie pro Blitz in Joule (Wattsekunden), diese entspricht in der Regel dem Energieinhalt des Speicherkondensators:

{\displaystyle {\frac {CU^{2}}{2}}}
mit
{\displaystyle C} … Kapazität des Kondensators
{\displaystyle U} … Ladeschlussspannung des Kondensators
- Höhe des erforderlichen Zündspannungsimpulses
- Ladespannungsbereich des Speicherkondensators
- maximale Blitzfolgefrequenz bzw. maximale mittlere Verlustleistung